# Harvey J. Alter
Harvey J. Alter, nome completo Harvey James Alter (New York, 12 settembre 1935), è un medico statunitense.

## Biografia
Alter nacque a New York da una famiglia di origini ebraiche. Ha frequentato l'University of Rochester dove ha conseguito un Bachelor of Arts nel 1956. Nel 1960, si è laureato in medicina presso la stessa università.
Si dedicò successivamente alla ricerca, collaborando con il team di Baruch Blumberg ad alcune delle ricerche che portarono poi all'isolamento del virus dell'epatite B.. In seguito Alter diresse un progetto che analizzava campioni di sangue usati per le trasfusioni, per scoprire le cause delle epatiti associate ad esse. Basandosi sul suo lavoro, gli Stati Uniti fecero partire un programma di screening dei donatori di sangue che portò alla riduzione dal 30% a quasi lo 0% dei rischi di contrarre epatite a seguito di una trasfusione. A metà degli anni settanta  Alter e il suo team di ricercatori dimostrarono che la maggior parte delle epatiti post-trasfusione non erano dovute ai virus dell'epatite A ed epatite B. Grazie al lavoro di Alter, in collaborazione con Bob Purcell, e alle contemporanee ricerche di Edward Tabor in un altro laboratorio, venne provata l'esistenza di una nuova forma di epatite inizialmente chiamata "epatite non A non B" (NANBH). Nonostante questa scoperta, gli sforzi di ricerca internazionali per identificare il virus, non ebbero successo per più di un decennio. Nel 1987, Michael Houghton, Qui-Lim Choo e George Kuo, della Chiron Corporation, in collaborazione con il dottor D.W. Bradley del Centers for Disease Control and Prevention (CDC), utilizzarono un nuovo approccio di clonazione molecolare per identificare il microrganismo sconosciuto e sviluppare quindi un test diagnostico.
Nel 1988, l'esistenza del virus fu confermata da Alter verificandone la presenza in una serie di campioni NANBH e, nell'aprile 1989, la scoperta del virus HCV fu pubblicata in due articoli sulla rivista Science. La scoperta ha portato a significativi miglioramenti nella diagnosi e un migliore trattamento antivirale. Nel 2000, Alter e Houghton sono stati premiati con il Lasker Award for Clinical Medical Research per "lavoro pionieristico che ha portato alla scoperta del virus che causa l'epatite C e lo sviluppo di metodi di screening che hanno ridotto il rischio di trasfusione di sangue infetto da epatite negli Stati Uniti dal 30% nel 1970 quasi a zero nel 2000".
Nel 2020 gli viene assegnato il Premio Nobel per la fisiologia o medicina insieme a Michael Houghton e Charles M. Rice "per la scoperta del virus dell'epatite C”".